# Yi Sun-sin
Yi Sun-sin (이순신, 李舜臣; Seul, 28 aprile 1545 – Noryang, 16 dicembre 1598) è stato un ammiraglio coreano, celebre per le sue vittorie navali sulla marina giapponese nelle invasioni giapponesi della Corea (1592-1598).
Inizialmente impiegato come ufficiale delle forze di terra, divenne in seguito comandante delle forze navali sinistre nel distretto di Jeolla. Allo scoppio della guerra Imjin affrontò la marina giapponese in 23 battaglie navali, uscendone sempre vincitore. La sua visione tattica gli permise di combattere e vincere alcune di queste battaglie (Hansan-do, Pusanpo, Changmumpo, Myongnyang, Noryang) in condizioni di netta o drammatica inferiorità numerica. 
Prendendo spunto da modelli preesistenti, perfezionò quella che è conosciuta come Kobukson (nave tartaruga).
Viene considerato l'eroe nazionale coreano. In un sondaggio condotto dall'Università di Soonchunhyang nell'aprile 2005 Yi Sun-sin è stato scelto dal 43.8% dei votanti come la più importante figura della storia coreana.

## Biografia

### Giovinezza
Yi Sun-sin nacque il 28 aprile 1545 ad Hanseong, l'odierna Seul, nel quartiere di Konchondong; è terzo figlio di Yi Jeong (이정, 李貞). Di nascita aristocratica, la sua famiglia non godeva di buoni mezzi e reputazione in quanto il nonno paterno Yi Baeg-nok (이백록; 李百祿) era rimasto coinvolto nella "Terza Purga dei Letterati" nel 1519. Suo padre Yi Jeong non partecipò alla vita politica e non ricoprì cariche civili. Quando le condizioni economiche della famiglia cominciarono ad incrinarsi ulteriormente la famiglia Yi si trasferì ad Asan, la zona di cui era originaria la madre di Yi Sun-sin, Byun. 
A 21 anni contrasse matrimonio con una donna che gli diede 3 figli maschi (Yi Myon, Yi Hoe, Yi Yo) ed una femmina. Della moglie di Yi Sun-sin si hanno solo informazioni frammentarie; questa era figlia di Bang-jin, un ufficiale militare. 
Studioso del confucianesimo fin da giovane età, a 22 anni cominciò ad addestrarsi per la carriera militare, preferendola a quella civile. Nel 1572, a 28 anni, tentò per la prima volta l'esame per accedere al servizio militare come ufficiale ("Mugwa", l'equivalente militare della selezione per funzionari civili denominata "Gwageo") che si teneva con frequenza triennale; in quell'occasione fallì la prova dopo una brutta caduta da cavallo nella quale si ruppe la gamba. In tale occasione pare fu in grado di rialzarsi, steccarsi la gamba fratturata e risalire in sella, completando ugualmente il resto del percorso. Riuscì a superare la prova al successivo tentativo nel 1576, risultando a 32 anni il più anziano tra i nuovi ufficiali.

### Dall'esercito alla marina
Yi Sun-sin riuscì a scalare gradualmente le gerarchie militari del Paese. Tuttavia il suo carattere inflessibile e la sua integrità morale lo posero in contrasto con alcuni ufficiali superiori, attirandosene l'antipatia. Nel 1582 uno di questi, Suh Ik, riuscì a farlo degradare.
Nel 1583 fu assegnato alla frontiera nord nella provincia dell'Hamgyeong, dove difese il confine dai predoni Jurchen. Nell'autunno di quell'anno un gruppo di Jianzhou Jurchen passò il confine; dopo averli ingaggiati in combattimento Yi Sun-sin finse una ritirata, conducendoli in un'imboscata dove il loro capo Mu Pai Nai fu catturato e successivamente giustiziato.
Nell'agosto 1587 l'ufficiale Yi Il riuscì a farlo imprigionare e poi nuovamente degradare, stavolta al ruolo di soldato semplice ("Baegui Jonggun"). Nel gennaio 1588 Yi Sun-sin partecipò alla campagna condotta dalle forze coreane contro i Jurchen lungo il fiume Tumen. La sua condotta in battaglia lo riabilitò parzialmente. Svolse quindi alcuni incarichi amministrativi fino al 1591, quando ottenne una insperata promozione. Infatti nel 1587, in seguito ad un'incursione giapponese nella Contea di Goheung, si diffuse nel governo coreano il timore di un possibile attacco giapponese. Il Consiglio di Difesa dei Confini deliberò l'importanza di assumere ufficiali capaci su nomina diretta, senza badare all'anzianità. Yi Sun-sin fu raccomandato al re da Ryu Seong-ryong (류성룡; 柳成龍; 1542–1607), in quel momento nella posizione di Dochaechalsa. Ryu Seong-ryong conosceva Yi Sun-sin da molti anni ed era consapevole delle sue capacità militari. Nel 1591 il re Seonjo autorizzò la nomina di Yi Sun-sin, che a 47 anni divenne comandante delle forze navali sinistre della provincia di Jeolla con il compito di difendere le acque occidentali del sud del Paese. Nonostante la scarsa esperienza nella guerra navale, Yi Sun-sin si impegnò per rafforzare le forze di marina al suo comando, focalizzandosi in particolare sull'instaurare una severa disciplina tra i suoi sottoposti. In questo periodo, verosimilmente prendendo spunto da un precedente modello di "nave tartaruga" caduto in disuso, definì la progettazione della celebre kobukson. Questa fu ultimata il 12 aprile 1592, appena il giorno prima dell'invasione giapponese.

### L'invasione giapponese della Corea: la guerra imjin (o dei 7 anni)
Nel 1592 il Giappone invase la Corea, sbarcando nella provincia di Gyeongsang nei pressi della città di Busan. Al momento dello sbarco i comandanti destro e sinistro della marina della provincia di Gyeongsang non opposero resistenza, decidendo poi di fuggire e distruggere la loro flotta e le loro provviste mentre i giapponesi assaltavano Busan. Una volta creata una testa di ponte in Corea le truppe di terra giapponesi, superiori in armamento, addestramento e disciplina, travolsero le difese coreane. Seul e Pyongyang furono raggiunte in poche settimane e la corte coreana fu costretta a ritirarsi a nord. 
Tuttavia la marina coreana non era ancora stata del tutto annientata. Nel giugno 1592 Yi Sun-sin ebbe l'ordine di muoversi dalle sue basi e di fronteggiare la marina giapponese. Dopo essersi riunito con le rimanenti forze navali del sud della Corea, l'ammiraglio intercettò e sconfisse tutte le squadre navali giapponesi che riuscì ad individuare. Yi Sun-sin ebbe il merito di comprendere e saper sfruttare i vantaggi delle moderne navi coreane (panokseon), più lente rispetto a quelle giapponesi, ma più resistenti, rapide nella virata e capaci di trasportare un maggior numero di cannoni. Così, mentre i giapponesi preferivano una battaglia navale fondata sull'abbordaggio ed il combattimento ravvicinato, Yi Sun-sin sfruttò le caratteristiche delle sue navi per cannoneggiarli dalla distanza, annullando di fatto la loro capacità di infliggere danno. Negli scontri che seguirono (Okpo, Happo, Chokjinpo, Sachon, Tangpo, Tanghangpo, Yulpo) i coreani sconfissero le navi nemiche senza subire perdite tra le imbarcazioni. Nella battaglia di Hansan-do, Yi Sun-sin riuscì con 56 navi ad attirare in mare aperto una flotta di 73 navi giapponesi, circondandola con la sua formazione "ad ali di gru" ed annientandola, ancora una volta senza danneggiare nessuna delle sue navi. Delle 73 imbarcazioni giapponesi, 47 furono affondate, 12 catturate e solo 14 riuscirono a ritirarsi dalla battaglia. L'ammiraglio continuò a riportare una vittoria dopo l'altra, privando di fatto le forze di terra giapponesi in Corea dei rifornimenti provenienti dal Giappone. L'ingresso della Cina nel conflitto e l'impossibilità di rifornire il proprio esercito portò alla tregua del 1594, quando i tre Paesi cominciarono a negoziare.
Tuttavia la diplomazia si rivelò inefficace e nel gennaio 1597 il Giappone si apprestò a preparare un nuovo sbarco. Un complotto giapponese per mettere Yi Sun-sin contro re Seonjo riuscì nell'intento. Il 26 febbraio Yi Sun-sin fu posto agli arresti per aver rifiutato l'ordine del sovrano di attaccare la flotta giapponese nella regione di Busan, zona ritenuta dall'ammiraglio non idonea alle manovre della flotta coreana ed a rischio di imboscate giapponesi. L'ammiraglio fu imprigionato, torturato e nuovamente degradato a soldato semplice sotto il comando del generale Gwon Yul. Il comando della flotta fu affidato a Won Gyun, l'ufficiale che nel 1592 era stato comandante destro della marina di Gyeongsang e non si era opposto allo sbarco giapponese. L'incapacità di Won Gyun di gestire l'intelligence navale coreana, i contraddittori ordini dei comandi militari e l'insistenza del sovrano nel voler mandare la flotta verso Busan portarono al disastro. Il 20 agosto 1597 le 150 navi coreane si ritrovarono sovverchiate da centinaia di navi giapponesi. Won Gyun cercò di sfuggire al nemico ma nella notte del 28 agosto 1597 non poté evitare lo scontro. Nella battaglia di Chilcheollyang ciò che restava della flotta coreana fu annientato, Won Gyun fu ucciso e solo 12 navi riuscirono a fuggire verso i porti coreani. Re Seonjo restituì subito il comando navale a Yi Sun-sin. 
La battaglia di Myeongnyang
Della forza navale coreana creata ed addestrata da Yi Sun-sin tutto ciò che restava erano 13 navi, l'unione tra quelle sopravvissute alla battaglia di Chilcheollyang e ciò che si era riuscito a recuperare altrove. Il morale degli uomini era a pezzi. Quando arrivò l'ordine di sbandare ciò che restava della flotta per unire i marinai all'esercito di terra, Yi Sun-sin si oppose fermamente al comando e ripristinò sommariamente la disciplina tra i suoi uomini. Con le poche barche che gli restavano decise di opporsi ad una flotta giapponese di oltre 330 navi (133 navi da guerra e circa 200 trasporti) che era intenzionata a transitare nello stretto di Myeongnyang. Studiò attentamente il campo di battaglia; il poco spazio a disposizione avrebbe impedito ai giapponesi di accerchiare le sue scarse forze e le vorticose correnti presenti nel posto avrebbero rallentato e complicato le manovre delle barche giapponesi, consentendo ai suoi uomini di cannoneggiarle dalla distanza. Il 26 ottobre 1597 ingaggiò battaglia. Nonostante l'esitazione iniziale dei suoi stessi capitani, che nelle prime fasi della battaglia rimasero a distanza lasciando la nave ammiraglia sola contro il nemico, la battaglia di Myeongnyang fu uno straordinario successo: 31 barche giapponesi affondarono, 90 furono danneggiate più o meno seriamente. Il comandante giapponese Kurushima Michifusa fu ucciso in azione ed il suo corpo esposto sull'albero della nave ammiraglia, causando terrore tra i soldati nemici. Le navi coreane non subirono perdite.

### La morte - La battaglia di Noryang
La flotta fu gradualmente ricostruita e rinforzata da un contingente navale cinese alleato, e fu proprio assieme all'ammiraglio cinese Chen Lien che Yi Sun-sin combatté la sua ultima battaglia navale. Il 16 dicembre 1598 la flotta combinata sino-coreana assaltò quella giapponese che stava ritirando definitivamente le truppe dalla Corea. Durante lo scontro Yi Sun-sin fu colpito da un colpo di archibugio giapponese. Per non far precipitare nel panico le sue truppe chiese a chi lo soccorse (tra cui suo figlio maggiore Song Hui-rip e suo nipote Yi Wan) di non diffondere la notizia della sua morte. Il suo corpo fu sistemato in coperta e Yi Wan indossò l'armatura di suo zio, continuando a suonare il tamburo di guerra e ad illudere tutti della reale sorte di Yi Sun-sin. Solo alla fine della battaglia di Noryang i suoi uomini vennero a sapere della sua morte.

## Kobukson

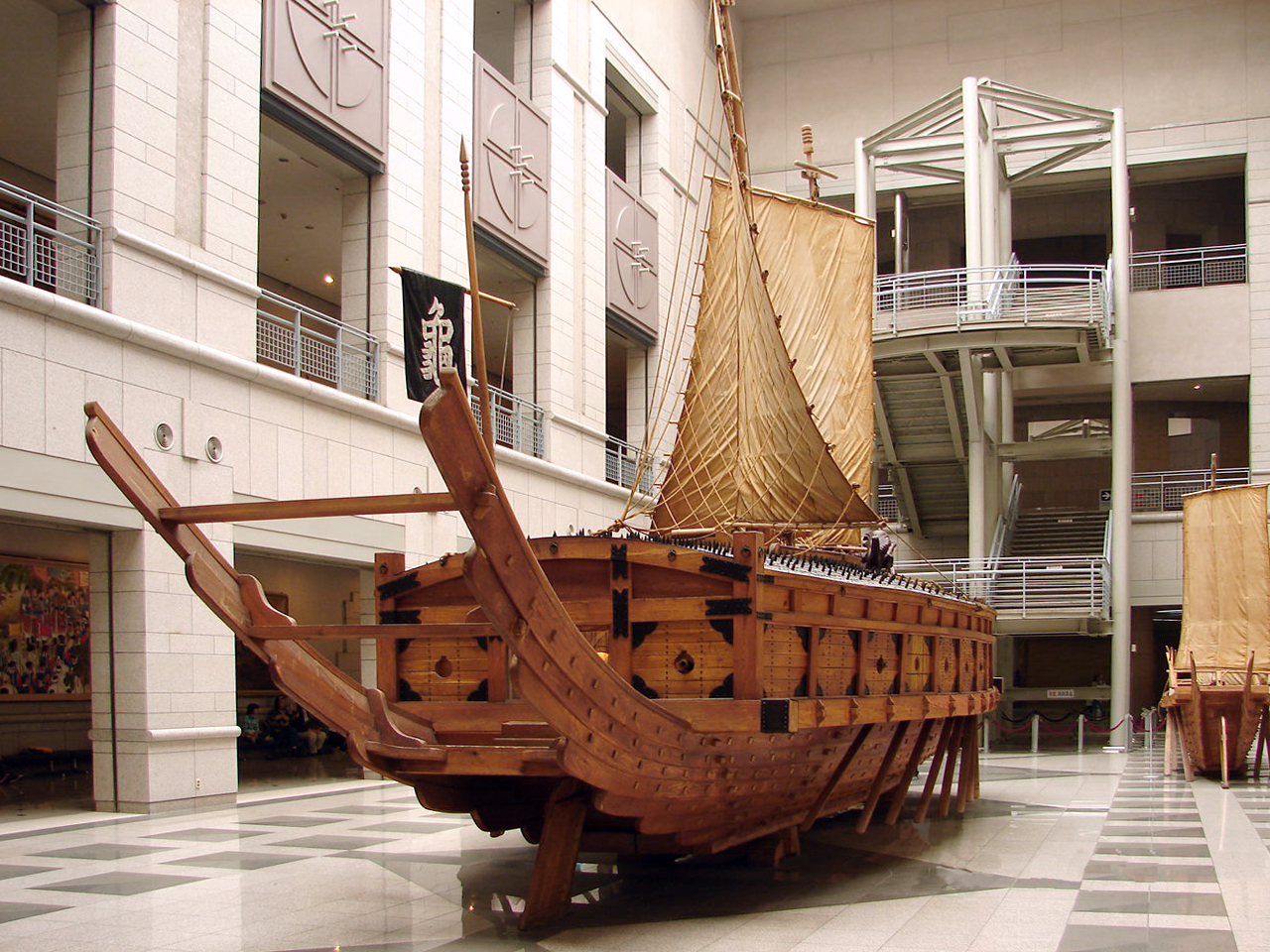
Una replica della kobukson vista di poppa esposta al War Memorial di Seul

Yi Sun-sin viene ritenuto inventore della kobukson (nave tartaruga), sebbene la nave tartaruga sia nominata in fonti coreane antecedenti. Probabilmente quella di Yi Sun-sin fu un'opera di rinnovamento e perfezionamento di modelli preesistenti, verosimilmente resa possibile anche grazie all'aiuto dei suoi collaboratori; non si può infatti ignorare che al momento della sua nomina a comandante delle forze navali del distretto di Jeolla l'ammiraglio possedeva una limitata conoscenza della guerra sul mare e dell'ingegneria navale.
Dotata di due alberi e ulteriormente spinta da remi, la kobukson era una nave robusta, della stazza simile a quella delle panokseon e poteva ospitare un equipaggio di circa 150 marinai; la replica ospitata a Tongyeong è lunga 25,6 metri da prua a poppa, 8,67 metri da babordo a tribordo ed è alta 6,06 metri. A prua, poppa e sulle fiancate laterali disponeva di diverse feritoie per tirare con i cannoni, cosa che le consentiva di aggredire il nemico da tutte le direzioni. A prua vi era una testa di drago utilizzabile per tirare con un ulteriore cannone o per emettere fumo per manovre di copertura. Sempre a prua, al di sotto della testa di drago, vi era una testa di gargoyle che poteva venire utilizzata per speronare le navi nemiche. I ponti erano coperti da una superficie lignea o metallica ricoperta di punte acuminate, create come misura anti abbordaggio. 
La nave poteva essere lanciata in speronamento contro quelle nemiche, dalle quali non poteva subire abbordaggio grazie alla copertura del ponte; la sua solidità era inoltre una valida difesa per l'equipaggio contro le frecce e i proiettili. Una volta penetrata nello schieramento nemico poteva colpire da tutte le direzioni, causando gravi danni. La sua struttura la rendeva però inadatta alla navigazione un mare aperto sia per il difficoltoso trasporto di viveri, sia per una mobilità comunque ridotta rispetto alle panokseon. 

## Nella cultura di massa

### Film e televisione
2014 - L'impero e la gloria - Roaring Currents
2022 - La Battaglia di Hansan
2023 - Noryang: La battaglia finale